# لمی خاطر
لمی خاطر (زادهٔ ۱۸ آوریل ۱۹۷۶) نویسنده و روزنامه‌نگار فلسطینی است که برای بسیاری از روزنامه‌ها و وب سایت‌ها مانند روزنامهٔ فلسطین نوشته‌است. خاطر یکی از منتقدان جنجالی اسرائیل و مواضع سیاسی دولت خودگردان فلسطین است.